# 贡萨加大学
贡萨加大学（Gonzaga University）或譯貢薩格大學、岡扎加大學，是位於美國華盛頓州斯波坎的一所私立天主教大學，由意大利耶穌會傳教士約瑟夫·卡塔爾多（Joseph Cataldo）成立於1887年， 其名是為了紀念耶穌會聖人路易吉·岡薩加，1912年升格為大學。2015年《美國新聞與世界報道》在“西部地區大學”排名中將其列在第3位。

## 外部連結
- 官方网站
- 官方體育網站